# 中国驻瓦努阿图大使馆
中华人民共和国驻瓦努阿图共和国大使馆（法語：Ambassade de la République populaire de Chine en République de Vanuatu），简称中国驻瓦努阿图大使馆，是中华人民共和国驻瓦努阿图的外交代表机构。